# Callimaco (scultore)
Callimaco, soprannominato Catatexitechnos (Κατατηξιτεχνος, cioè "dispersore artistico"; V secolo a.C.), è stato uno scultore, architetto, pittore e toreuta greco antico.

## Biografia
Di origine incerta e contesa fra Atene e Corinto, fu attivo ad Atene nell'ultimo trentennio del V secolo a.C.. Non poté, pertanto, appartenere alla cerchia fidiaca, ma ne assimilò alcuni tratti essenziali. Artista di grande raffinatezza e perizia tecnica, si caratterizzò per il manierismo lineare del panneggio, per i contorni sinuosi dei corpi, per i movimenti ritmici delle figure. Contemporaneo del Pittore di Eretria e del Pittore di Midia, ne condivise i modi arcaizzanti e decorativi, che dovevano risaltare particolarmente nell'andamento lineare dei rilievi bronzei.

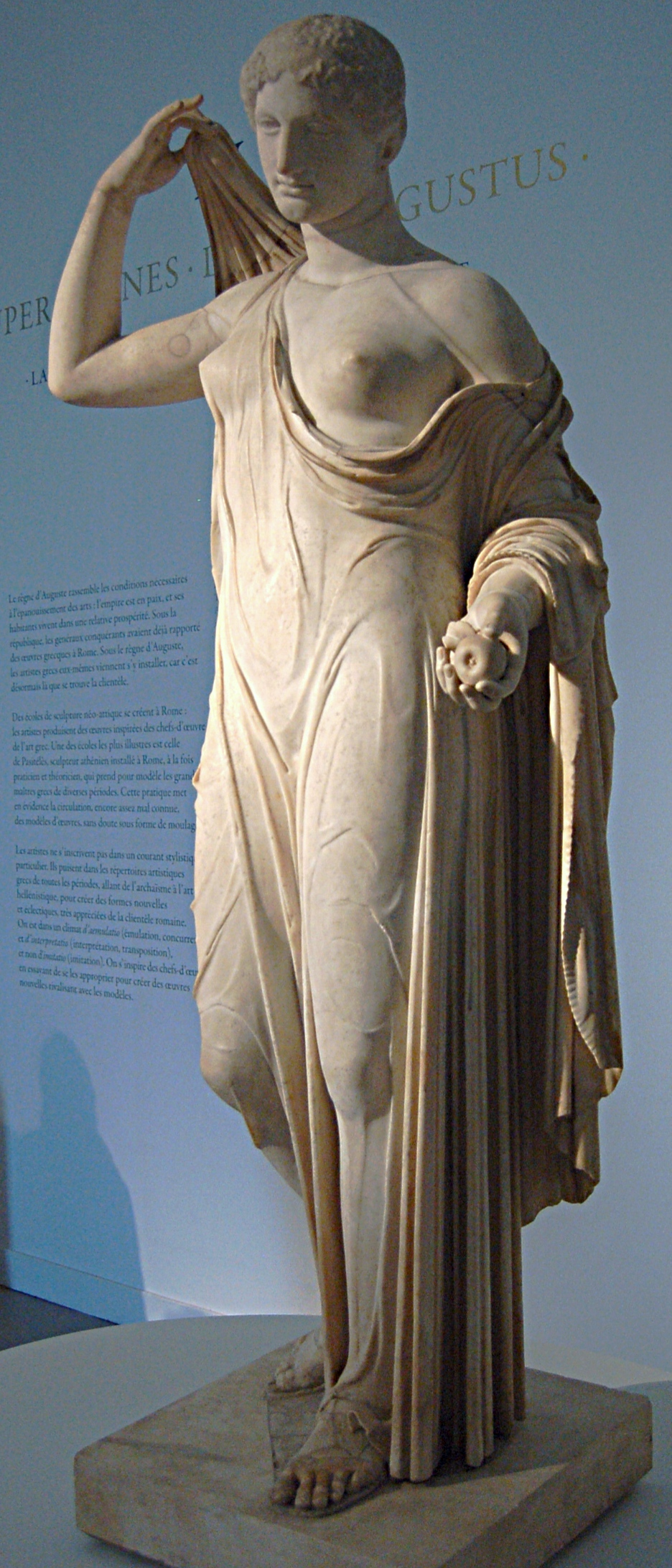
Venere Genitrice del Louvre, talvolta attribuita a Callimaco
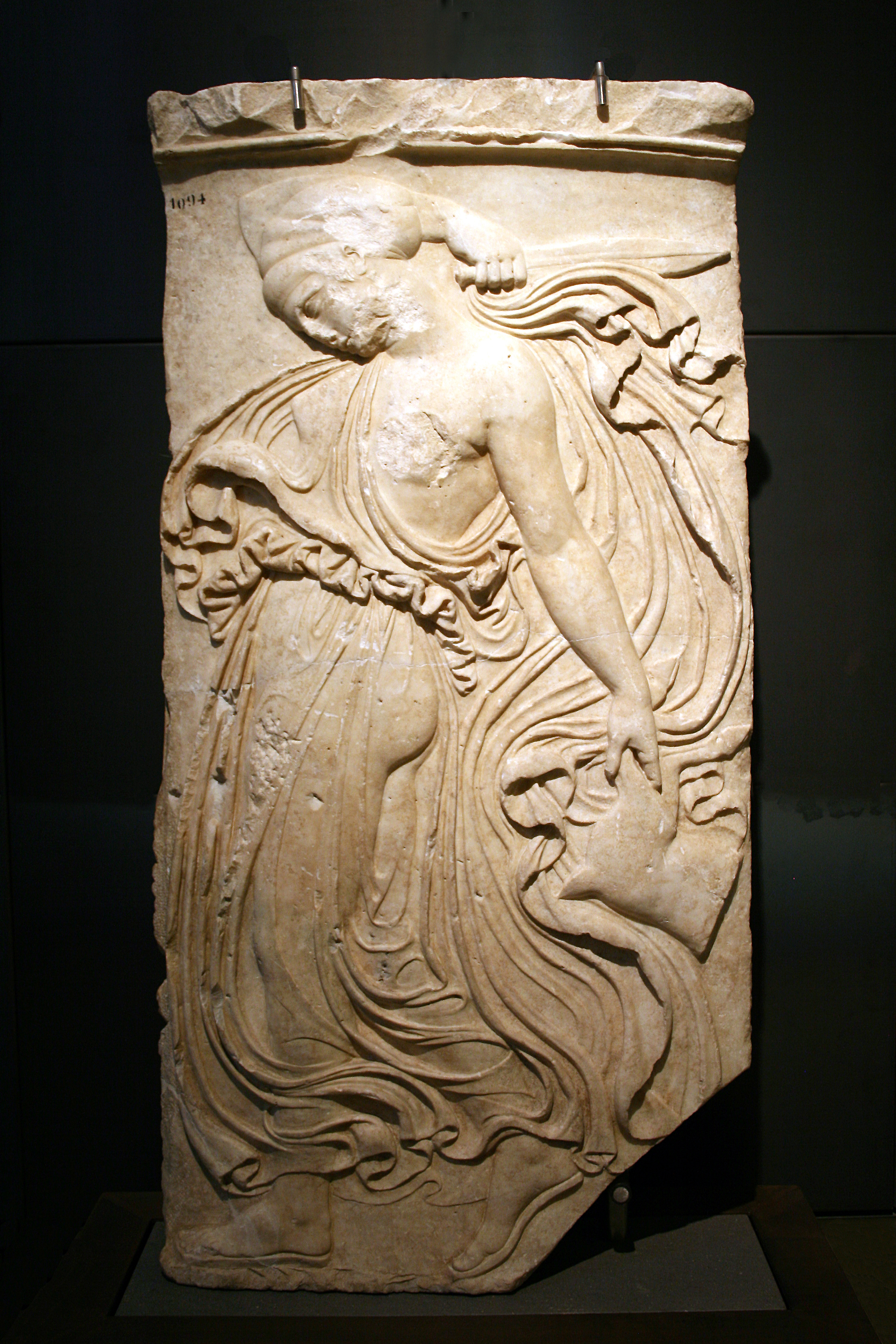
Menade danzante. Copia romana da Callimaco (circa 406-405 a.C.) - Musei Capitolini S1094

## Opere
Secondo Pausania, Callimaco fu autore della statua di Hera seduta, scolpita per il tempio della città di Platea, ricostruito dopo l'assedio tebano del 427 a.C.. L'attività di Callimaco come pittore è invece ricordata solo da Plinio il Vecchio, che non fornisce alcuna informazione utile al riguardo e che ricorda anche le sue danzatrici spartane (Saltantes Lacaenae), probabilmente in Bronzo, officianti le feste in onore di Apollo Karneios.
La sua attività come toreuta è menzionata da Pausania, a proposito di una importante commissione, nel 421 a.C., per la realizzazione della lampada d'oro destinata alla cella dell'Eretteo, la quale ardeva sormontata da una palma di bronzo che doveva disperderne il fumo.
La nostra conoscenza di Callimaco deriva in gran parte dalle copie della scuola neoattica del II secolo, la quale ereditò lo stile della scuola callimachea. Le Danzatrici spartane di Callimaco sono state identificate da Adolf Furtwängler nei rilievi neoattici conservati a Berlino e Atene e tramite il confronto con questi è stato possibile attribuirgli un ciclo di Menadi danzanti al suono del timpano, anch'esso noto attraverso copie di età augustea, una nel Museo dei Conservatori di Roma.
Stilisticamente vicina a queste opere, soprattutto nel trattamento dei panneggi, è l'Afrodite del Fréjus (al Louvre una copia romana dell'originale bronzeo), attribuzione generalmente accettata, che rivela l'attenzione di Callimaco per la struttura policletea.
Taluni attribuiscono alla bottega di Callimaco l'esecuzione della balaustra del tempio di Atena Nike.

Citato da Vitruvio come l'inventore del capitello corinzio che egli avrebbe ideato ispirandosi ad un cesto deposto sulla tomba di una donna, intorno al quale erano cresciute piante di acanto.

(Vitruvio De architectura, IV, 1, 9-10.)
Si è pensato a Callimaco come collaboratore di Ictino durante la costruzione del Tempio di Apollo Epicurio a Bassae, dove compare il primo capitello corinzio conosciuto, e autore del fregio continuo all'interno della cella.

## Soprannome
Il soprannome di Callimaco era Catatexitechnos Κατατηξιτεχνος che si traduce in "dispersore artistico" ovvero "dispersore di arte". Si guadagnò tale soprannome a causa della troppa meticolosità e dell'eccesso di zelo che lo portava a sprecare molto tempo su ogni lavoro, più del necessario, pertanto nell'ottica greca ciò rappresentava una dispersione di lavoro.